# Yang Xiaolei
Yang Xiaolei (Changji, 12 marzo 2000) è un'arciera cinese.

## Carriera
Nel 2020 si qualifica per i Giochi olimpici di Tokyo 2020 dove chiude al nono posto si la gara a squadre miste che quella a squadre femminili e al diciassettesimo la gara individuale.
Il 28 luglio 2024 ai Giochi olimpici di Parigi 2024 viene battuta, insieme a Li Jiaman e An Qixuan, nella finale della gara a squadre femminili dalla selezione della Corea del Sud.

## Palmarès
- Giochi olimpici

Parigi 2024: argento a squadre femminili.